# دیکتاتور من
دیکتاتور من (انگلیسی: My Dictator؛‏ کره‌ای: 나의 독재자) یک فیلم محصول سال ۲۰۱۴ کره جنوبی به کارگردانی لی هه جونگ و با بازی سول کیونگ گو و پارک هه ایل است.

## بازیگران

### اصلی
- سول کیونگ گو در نقش کیم سونگ گون
- پارک هه ایل در نقش ته شیک

## تولید
دیکتاتور من یکی از ۳۲ فیلم برگزیده برای جشنواره بین‌المللی فیلم هنگ‌کنگ در سال ۲۰۱۲ بود.

## جوایز و نامزدی‌ها
| سال  | مراسم جوایز                            | دسته                         | گیرنده                         | نتیجه    |
| ---- | -------------------------------------- | ---------------------------- | ------------------------------ | -------- |
| ۲۰۱۴ | بیست و دومین جوایز فرهنگ و سرگرمی کره  | جایزه بزرگ (دسانگ) برای فیلم | سول کیونگ گو                   | برنده    |
| ۲۰۱۴ | سی و پنجمین جوایز فیلم اژدهای آبی      | بهترین بازیگر تازه‌کار زن     | ریو هه یونگ                    | نامزدشده |
| ۲۰۱۴ | سی و پنجمین جوایز فیلم اژدهای آبی      | جایزه فنی                    | سونگ جونگ هی (special make-up) | نامزدشده |
| ۲۰۱۴ | اولین جوایز انجمن تهیه‌کنندگان فیلم کره | بهترین بازیگر مرد            | سول کیونگ گو                   | برنده    |
| ۲۰۱۴ | اولین جوایز انجمن تهیه‌کنندگان فیلم کره | بهترین فیلم‌نامه              | لی هه جون، بک چول هیون         | برنده    |
| ۲۰۱۵ | دهمین جوایز مکس مووی                   | بهترین بازیگر تازه‌کار زن     | ریو هه یونگ                    | نامزدشده |
| ۲۰۱۵ | پنجاه و یکمین جوایز هنری بکسانگ        | بهترین بازیگر مرد            | سول کیونگ گو                   | نامزدشده |